# René Debenne
René Debenne (Colombes, 26 d'abril de 1914 - Béziers, 16 de febrer de 2012) va ser un ciclista francès que fou professional entre 1934 i 1946. En el seu palmarès destaca la victòria en una etapa del Giro d'Itàlia de 1935 i una altra a la París-Niça de 1938.

## Palmarès
- 1933
  - 1r a la París-Évreux
- 1934
  - 1r al Tour de Doubs
  - 1r a la París-Évreux
- 1935
  - 1r al Circuit des Deux-Sèvres i vencedor d'una etapa
  - Vencedor d'una etapa al Giro d'Itàlia
- 1938
  - Vencedor d'una etapa a la París-Niça
- 1939
  - Vencedor d'una etapa al Circuit de Morbihan
- 1941
  - 1r a la París-Caen

### Resultats al Giro d'Itàlia
- 1935. 15è de la classificació general. Vencedor d'una etapa

### Resultats al Tour de França
- 1935. Abandona (9a etapa)